# Marcillada hepatica
Marcillada hepatica là một loài bướm đêm trong họ Noctuidae.